# Jan Kromkamp
 Jan Kromkamp, né le 17 août 1980 à Makkinga aux Pays-Bas, est un footballeur international néerlandais. Il joue au poste d'arrière droit avec l'équipe des Pays-Bas entre 2004 et 2006.

## Biographie

### En club
Né à Makkinga, province de Frise aux Pays-Bas, Jan Kromkamp est formé par le AGOVV Apeldoorn. Il commence toutefois sa carrière professionnelle au Go Ahead Eagles.
Lors de l'été 2000, Jan Kromkamp rejoint l'AZ Alkmaar et joue son premier match pour cette équipe le 9 septembre 2000, lors d'une rencontre de championnat face à De Graafschap. Il entre en jeu après la pause et son équipe est battue par quatre buts à deux.
Recruté par le Villarreal CF à l'été 2005, équipe contre laquelle il s'était montré à son avantage quelques mois plus tôt en coupe d'Europe, Jan Kromkamp participe notamment à la phase de groupe de la Ligue des champions 2005-2006, dans laquelle il est titularisé à quatre reprises (sur six matchs) et n'en perd aucun. Villarreal termine premier de son groupe devant le Benfica Lisbonne, le LOSC Lille et Manchester United. Kromkamp quitte toutefois le club espagnol au bout de six mois, pour un total de onze matchs joués toutes compétitions confondues. Il révèle quelques années plus tard avoir beaucoup apprit durant son passage à Villarreal et a été impressionné par son coéquipier de l'époque, Juan Román Riquelme.
Le 4 janvier 2006, Jan Kromkamp signe en faveur du Liverpool FC. Il rejoint le club anglais dans le cadre d'un échange avec Josemi, qui fait donc le chemin inverse en signant à Villarreal.
Le défenseur néerlandais joue son premier match pour les Reds le 7 janvier 2006, à l'occasion d'une rencontre de FA Cup face à Luton Town. Il entre en jeu en fin de match à la place de Peter Crouch lors de cette rencontre remportée par Liverpool (3-5 score final).
En août 2006, Jan Kromkamp fait son retour aux Pays-Bas, s'engageant avec le PSV Eindhoven. Il joue son premier match pour le PSV Eindhoven le 9 septembre 2006, lors d'une rencontre de championnat face au Willem II Tilburg où il est titularisé. Son équipe l'emporte par trois buts à un ce jour-là. Il inscrit son premier but pour le PSV le 18 octobre suivant, lors d'une rencontre de Ligue des champions face au Galatasaray SK. Alors que son équipe est menée par un but de Saša Ilić, Kromkamp égalise et le PSV parvient à s'imposer sur un but de Arouna Koné (1-2 score final).
Le 22 février 2011 est annoncé le retour de Jan Kromkamp dans le club de ses débuts, le Go Ahead Eagles. Le transfert est effectif au 1er juillet 2011.
En juin 2013, il met un terme à sa carrière professionnelle à l'âge de 32 ans, en raison de blessures récurrentes.

### En équipe nationale
Jan Kromkamp honore sa première sélection avec l'équipe nationale des Pays-Bas le 18 août 2004, lors d'un match amical face à la Suède. Il entre en jeu à la place de Nigel de Jong et les deux équipes se neutralisent (2-2 score final).
Kromkamp participe à la coupe du monde 2006 avec l'équipe des Pays-Bas. 

## Palmarès
- Liverpool FC
  - Vainqueur de la Coupe d'Angleterre en 2006.

- PSV Eindhoven
  - Vainqueur du Championnat des Pays-Bas en 2007 et 2008.
  - Vainqueur du Trophée Johan Cruyff en 2008.